# Kiss Me (пісня Sixpence None the Richer)
«Kiss Me» — пісня американського поп-рок гурту Sixpence None the Richer з їх однойменного третього альбому (1997). Балада була випущена як сингл 12 серпня 1998 року в Сполучених Штатах і була видана на міжнародних територіях наступного року. Декілька музичних критиків порівняли цю пісню з творами англійського альтернативного рок гурту The Sundays, і вона була номінована як найкраще поп-виконання дуету або групи з вокалом на 42-й церемонії вручення премії «Греммі».
«Kiss Me» є найпопулярнішим синглом гурту в США, посів 2 місце в Billboard Hot 100 і став шостим найбільш продаваним синглом у країні 1999 року. У всьому світі пісня посіла перше місце в чартах Австралії та Канади, а також 4 місце в британському чарті синглів, увійшовши до топ-10 у 16 країнах. На цю пісню було знято три музичні кліпи, в одному присвячено французькій романтичній драмі «Жюль і Джим», а у двох інших — гурт у парку за портативним телевізором.

## Передумови
«Kiss Me» виникла як чернетка пісні, написаної в нідерландському мотелі. Вокалістка Лі Неш сказала, що гурт був у своїх кімнатах близько години, коли учасник гурту Метт Слокум зателефонував їй, щоб повідомити, що він склав нову пісню. Далі Неш сказала: «Ми були там у турі, і того вечора у нас було шоу на фестивалі Flevo. Ми виконали це в той вечір! Це миттєво стало хітом серед шанувальників, але минуло ще півтора року, перш ніж ми його записали».
Пісня має легще, «попсове» звучання порівняно з попередніми роботами гурту; тому гурт не бажав включати його до свого однойменного третього альбому, поки продюсер не переконав їх. Неш сказала, що перші чернетки пісні мали "трохи гостріший текст, з «silver moon sparkling» спочатку написаним як «cigarettes sparkling».

## Чарти
| Чарт (1998—1999)                     | Пік позиції |
| ------------------------------------ | ----------- |
| Австралія (ARIA)                     | 1           |
| Австрія (Ö3 Austria Top 75)          | 7           |
| Бельгія (Ultratop Flanders)          | 7           |
| Бельгія (Ultratop Wallonia)          | 12          |
| Чехія (IFPI)                         | 10          |
| Europe (Eurochart Hot 100)           | 15          |
| Франція (SNEP)                       | 32          |
| Німеччина (Media Control AG)         | 7           |
| Greece (IFPI Greece)                 | 7           |
| Hungary (Mahasz)                     | 4           |
| Iceland (Íslenski Listinn Topp 40)   | 17          |
| Ірландія (IRMA)                      | 6           |
| Italy (Musica e dischi)              | 7           |
| Нідерланди (Dutch Top 40)            | 12          |
| Нідерланди (Mega Single Top 100)     | 27          |
| Нова Зеландія (RIANZ)                | 4           |
| Норвегія (VG-lista)                  | 8           |
| Poland (Music & Media)               | 4           |
| Швеція (Sverigetopplistan)           | 13          |
| Швейцарія (Media Control AG)         | 6           |
| США (Billboard Hot 100)              | 2           |
| США (Adult Contemporary) (Billboard) | 2           |
| США (Adult Top 40) (Billboard)       | 2           |
| США (Mainstream Top 40) (Billboard)  | 1           |

| Чарт (1999)                       | Позиція |
| --------------------------------- | ------- |
| Australia (ARIA)                  | 19      |
| Belgium (Ultratop 50 Flanders)    | 47      |
| Belgium (Ultratop 50 Wallonia)    | 61      |
| Canada Top Singles (RPM)          | 11      |
| Canada Adult Contemporary (RPM)   | 6       |
| Europe (Eurochart Hot 100)        | 56      |
| Germany (Official German Charts)  | 53      |
| Netherlands (Dutch Top 40)        | 75      |
| New Zealand (Recorded Music NZ)   | 44      |
| Sweden (Sverigetopplistan)        | 89      |
| Switzerland (Schweizer Hitparade) | 42      |
| UK Singles (OCC)                  | 63      |
| UK Airplay (Music Week)           | 2       |
| US Billboard Hot 100              | 6       |
| US Adult Contemporary (Billboard) | 7       |
| US Adult Top 40 (Billboard)       | 2       |